# Christine Stahl (Moderatorin)
Christine Stahl (* 1971 in Weilburg) ist eine deutsche Fernsehmoderatorin und unter dem Pseudonym Stina Sängerin christlicher Independentmusik.

## Leben
Musikalisch wurde sie als Kind im Wetzlarer Kinderchor unter der Leitung der christlichen Musikproduzentin Margret Birkenfeld früh geprägt. Im Alter von 13 Jahren wechselte sie in deren Wetzlarer Jugendchor. Von 1987 bis 2000 sang sie anschließend im Popchor Perspektiven unter der Leitung von Jochen Rieger auch als Chorsolistin. Nach dem Abitur studierte sie Grundschulpädagogik mit den Fächern Evangelische Religion, Sport und Deutsch an der Justus-Liebig-Universität Gießen. 1995 schloss sie ihr Studium mit dem Ersten Staatsexamen ab. Bis zur Geburt ihres ersten Kindes unterrichtete sie hauptberuflich an unterschiedlichen Schulen.
1996 begann Christine Stahl eigene Lieder zu komponieren, die sie seit 1997 unter dem Künstlernamen Stina, ein Kunstwort aus Christine Stahl, in unabhängiger Eigenproduktion zum Teil mit eigener Band auf Tonträger und in Form von Musikvideos veröffentlicht. Bis heute sind vier Alben entstanden. Konzerte veranstaltet sie vor allem im kirchlichen bzw. christlichem Rahmen. Auch als Choristin singt sie weiterhin, heute im Jubilate-Chor.
Seit 2002 ist Christine Stahl Moderatorin für die Musiksendung Sing mit! von Bibel TV.
Seit 1994 ist sie mit Gunnar Stahl verheiratet. Mit ihrer Familie lebt sie in Solms.

## Diskografie
- Weil du mich hörst. 1997
- Baum an der Quelle. 2000
- Früh am Morgen. 2006
- Unter dem Schirm. 2013